# 881 Афіна
881 Афіна (881 Athene) — астероїд головного поясу, відкритий 22 липня 1917 року.
Тіссеранів параметр щодо Юпітера — 3,336.